# Emilia Ferreiro
Emilia Beatriz María Ferreiro Schavi (Buenos Aires, 5 de maio de 1936 – Cidade do México, 26 de agosto de 2023) foi uma psicóloga e pedagoga argentina, radicada no México, doutora pela Universidade de Genebra, sob a orientação de Jean Piaget.
Considerada uma das maiores psicólogas e pedagogas da história, é considerada uma das principais teóricas do campo da psicopedagogia na América do Sul e no mundo, e tem legado enorme para a área.

## Biografia
Emilia Ferreiro nasceu em 1936, em Buenos Aires. Em 1970 após se formar em psicologia pela Universidade de Buenos Aires, estudou na Universidade de Genebra, onde trabalhou como pesquisadora-assistente de Jean Piaget e obteve seu doutorado sob a orientação do psicopedagogo suíço.
Retornou a Buenos Aires, em 1971. Formou um grupo de pesquisa sobre alfabetização e publica sua tese de doutorado, Les Relations Temporelles dans le Langage de L'enfant. No ano seguinte, recebeu uma bolsa da Fundação Guggenheim (EUA). Em 1974 afastou-se de suas funções docentes na Universidade de Buenos Aires.
Em 1977, após o golpe de Estado na Argentina se exilou na Suíça, lecionando na Universidade de Genebra. Com Margarita Gómez Palacio, iniciou uma pesquisa em Monterrey, no México, com crianças que apresentam dificuldade de aprendizagem. Em 1979 passou a residir no México com o marido, o físico e epistemólogo Rolando García, com quem teve dois filhos.
Nos últimos anos, era Professora Titular do Centro de Investigação e Estudos Avançados do Instituto Politécnico Nacional, na Cidade do México.
Emilia morreu em 26 de agosto de 2023, na Cidade do México, aos 87 anos.

## Principais obras publicadas
- 1971 - Les Relations Temporelles dans le Langage de L'enfant, tese de doutorado publicada em Genebra, sob orientação de Jean Piaget.
- 1979 - Los Sistemas de Escritura en el Desarrolo del Niño, em co-autoria de Ana Teberosky (pela Siglo XXI Editores) [4].
- 1982 - Nuevas Perspectivas sobre los Procesos de Lectura y Escrita (com Margarita Gómez Palacio), resultado de pesquisa com mais de mil crianças em que distingue oito níveis de conceitualização da escrita.
- 1985 - Proceso de Alfabetización. La Alfabetización en Proceso.
- 1985 - A Psicogênese da Língua Escrita (Los Sistemas de Escritura en Desarollo del Niño), traduzida por Diana N. Linchestein e publicada no Brasil em português.
- 1989 - Organiza e edita Los Hijos del Analfabetismo e Propuestas para la Alfabetización escolar em América Latina, livro que reúne experiências inovadoras de alfabetização realizadas na Argentina, no Brasil, no México e na Venezuela.

### Publicações no Brasil
- A Psicogênese da língua escrita foi publicada em 1985. A teoria, estudada também por Ana Teberosky, diz respeito ao desenvolvimento do pensamento no processo de aprendizagem da leitura e da escrita. As classificações utilizadas em sistemas de ensino e escolas para classificar o avanço das crianças ou do indivíduo em etapas progressivas de alfabetização (pré-silábico, silábico sem valor sonoro, silábico com valor sonoro, silábico-alfabético e alfabético) advém dessa teoria .
- A Representação da Linguagem e o Processo de Alfabetização, artigo escrito especialmente para o Caderno de Pesquisa de nº52 da Fundação Carlos Chagas, em fevereiro de 1985. Emilia Ferreiro fazia parte do Departamento de Pesquisas Educacionais, Centro de Pesquisas e de Estudos Avançados do Instituto Politécnico Nacional, no México, e o artigo compôs o caderno de pesquisa sobre Alfabetização da Fundação, com tradução de Horácio Gonzales. A autora elabora sobre a importância de se considerar tanto a escrita como representação da linguagem (não apenas códigos gráficos de unidades sonoras), quanto a condição da criança enquanto sujeito ativo e interativo com o objeto de conhecimento.
A publicação é dividida nos subtítulos: i) A escrita como sistema de representação; ii) As concepções das crianças a respeito do sistema de escrita; iii) Ilustração 1a (escrita sem diferenciação inter-figura); iv) Ilustração 1b (escrita com letras convencionais mas sem diferenciação inter-figura); v) Ilustração 2  (escrita com diferenciação inter-figura); vi) Ilustração 3a (escrita silábica - letras de forma convencional mas utilizadas sem seu valor sonoro convencional: cada letra vale por uma sílaba); vii) Ilustração 3b (escrita silábica - vogais com valor sonoro convencional: cada letra vale por uma sílaba); viii) Ilustração 4 (escrita silábico-alfabética); ix) As concepções sobre a língua subjacentes à prática docente; x) Conclusões; xi) Referências bibliográficas.

## Títulos e honrarias
Recebeu seis títulos Honoris causa por seus trabalhos: em 1992, da Universidade de Buenos Aires; em 1995, da UERJ; em 1999, da Universidade Nacional de Córdoba (Argentina); em 2000, da Universidade Nacional de Rosário (Argentina), e, em 2003, das universidades de Comahue (Argentina) e Atenas (Grécia).
Em 2001, recebeu a Ordem Nacional do Mérito Educativo do governo brasileiro.

## Ligações Externas
- A desestabilização das escritas silábicas: alternâncias e desordem com pertinência
- Biografia do autor, em inglês